# Aquilegia pyrenaica
Aquilegia pyrenaica es una especie de plantas de la familia de las ranunculáceas. 

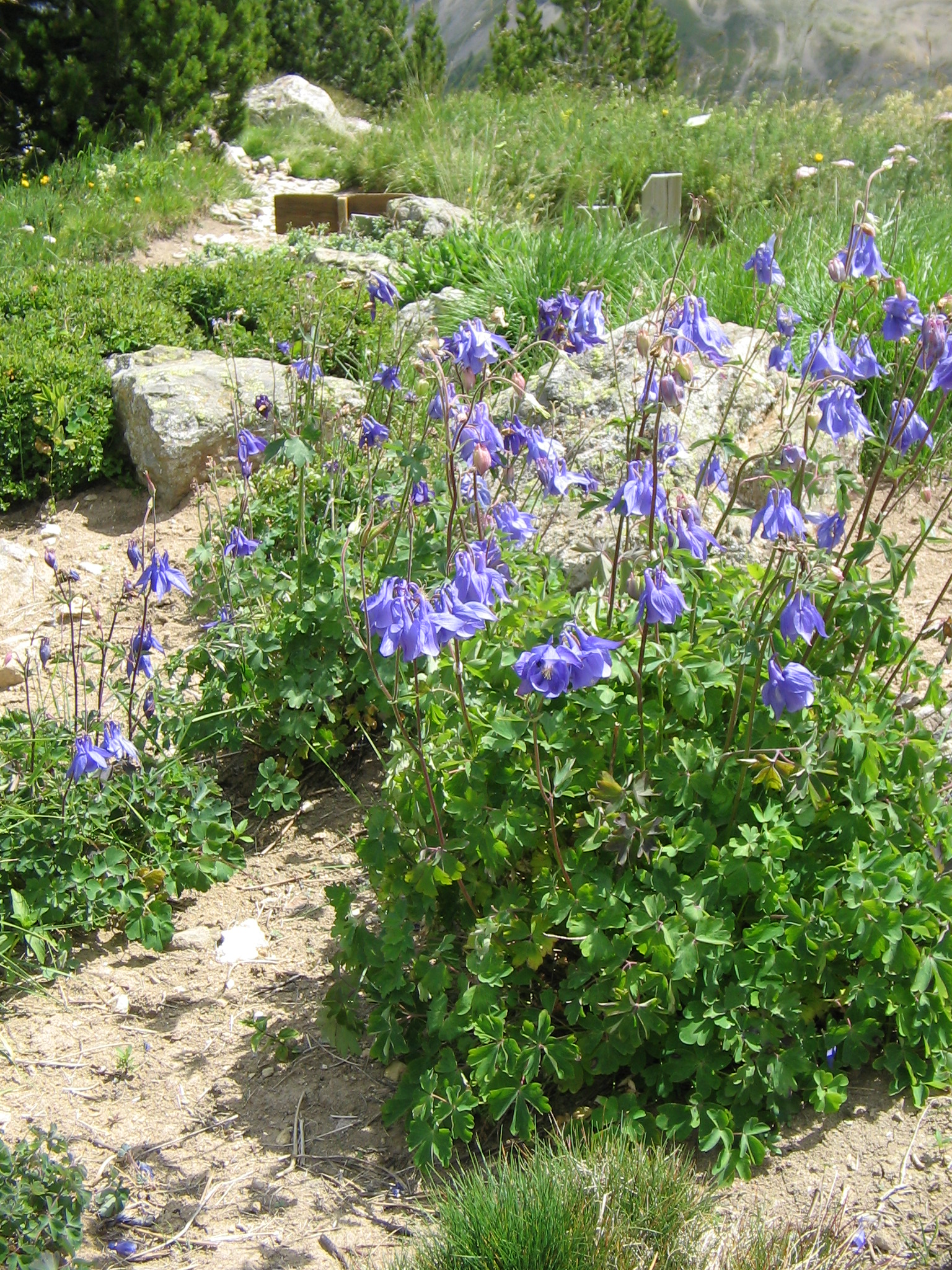
Vista de la planta

## Hábitat
Es endémica de los Pirineos en España y Francia donde crece en roquedos y pedregales, entre 1.400 y 2.500 m s. n. m.

## Descripción
Alcanza una altura de 10 a 35 cm, más o menos lampiña, perenne, con tallos generalmente simples. La hojas son basales y trifoliadas. 
Las flores son de color azul vivo o lila, de 3 a 5 cm de ancho. Tiene espolones largos, delgados y muy poco curvados, los estambres amarillos sobresalientes.
Florece entre julio y agosto.

## Taxonomía
Aquilegia pyrenaica, fue descrita  por Augustin Pyrame de Candolle y publicado en Flore Françoise ed. 3, 4: 12, en el año 1805.
Citología
Número de cromosomas de Aquilegia pyrenaica (Fam. Ranunculaceae) y táxones infraespecíficos: 2n=14
Etimología
Ver: Aquilegia
pyrenaica: epíteto geográfico que alude a su localización en los Pirineos.
Sinonimia
- Aquilegia aragonensis Willk. in Willk. & Lange
- Aquilegia cazorlensis Heywood, subespecie local en la sierra de Cazorla
- Aquilegia discolor Levier & Leresche
- Aquilegia guarensis Losa
- Aquilegia viscosa subsp. guarensis (Losa) J.M.Monts.[3]
- Aquilina pyrenaea Bubani[4]

## Nombres comunes
- Castellano: aguileña, aguileña pirenaica.[3]